# P3P
La Plataforma de Preferencias de Privacidad (Platform for Privacy Preferences) o P3P es un protocolo que permite a los sitios Web declarar las intenciones de uso de la información recopilada sobre los usuarios que los visitan y dar de esta forma un mayor control a estos sobre su información personal cuando navegan. P3P fue desarrollado por el World Wide Web Consortium (W3C) y se recomendó oficialmente el 16 de abril de 2002.
La plataforma establece unas preferencias especificadas. El agente puede, por ejemplo, mostrar un mensaje de alerta, generar una ventana para pedir instrucciones, permitir el acceso, rechazar el acceso... El proceso de comprobación de las preferencias se debe llevar a cabo en una zona segura en la cual el servidor web debe recoger solo la mínima información posible del cliente.
Para su utilización es necesario que tanto la aplicación web como el navegador del usuario soporten P3P. Al llegar a una sección de la web que necesita unos datos específicos se consultan las preferencias del usuario en el navegador. Si coinciden con las requeridas en ese instante, se continúa. Si no, se solicita una confirmación para continuar.
El lenguaje APPEL permite definir las preferencias mencionadas.